# Всеукраїнські вчительські з'їзди
Всеукраїнські вчительські з'їзди — з'їзди, що відбулися в Києві 1917 року.

## Iз'їзд
I з'їзд відбувся в Києві 5—6 квітня у складі близько 500 делегатів. Ініціатором скликання виступило Товариство шкільної освіти. З'їзд прийняв резолюції про повну українізацію нижчої освіти; обов'язкове запровадження української мови, літератури, історії та географії в середній школі; заснування українських кафедр у вищій школі; заснування українських публічних бібліотек; повернення в Україну мистецьких та історичних цінностей; створення національних архівів і музеїв тощо. З'їзд звернувся до Української Центральної Ради з пропозицією утворити Всеукраїнську шкільну раду — організацію, яка б контролювала діяльність шкільних округ та кураторів, яких призначав Тимчасовий уряд. Було обрано Центральне бюро Всеукраїнської учительської спілки, на яке покладались організаційні функції: С. Русова (голова), О. Дорошкевич, Л. Білецький (секретар), А. Бакалінський.

## IIз'їзд
II з'їзд відбувся в Києві 10—12 серпня у складі близько 700 делегатів. Порядок денний складався з двох питань: українізація школи та план єдиної школи. Резолюції з'їзду покладали виконання цих завдань на Генеральне секретарство освіти. Визнавалось за необхідне запровадження з 1 вересня 1917 навчання у нижчій школі тільки українською мовою. При цьому враховувалися права національних меншин на національну освіту. З'їзд ухвалив рішення про відкриття Українського народного університету та Науково-педагогічної академії. Спеціальна резолюція була прийнята у зв'язку з інструкцією Тимчасового уряду про виділення в юрисдикцію Генеральному секретаріатові лише 5 українських губерній. З'їзд висунув домагання «міцного й негайного сполучення всієї України в єдину державу». 13—14 серпня, одразу після II ВВЗ, у Києві відбувся I Всеукраїнський професійний учительський з'їзд, скликаний Центральним бюро Всеукраїнської учительської спілки. Головною метою його проведення було створення професійної організації учителів народних і середніх шкіл за національно-територіальним принципом, хоча він був відкритий для вчителів усіх національностей. На з'їзд прибув 141 делегат, що представляв 13 169 учителів. З'їзд розглянув основні засади створення Всеукраїнської учительської спілки; питання, які торкалися правничого, економічного, культурного та громадсько-політичного становища вчителів.